# هروبتشیتسه
هروبتشیتسه (به چکی: Hrobčice) یک منطقهٔ مسکونی در جمهوری چک است که در ناحیه تپلیتسه واقع شده‌است. هروبتشیتسه ۴۲٫۵۵ کیلومتر مربع مساحت و ۹۰۹ نفر جمعیت دارد و ۲۹۱ متر بالاتر از سطح دریا واقع شده‌است.